# Тамбралінга

Тамбралінга (тай. อาณาจักรตามพรลิงค์) — держава, що існувала в VII—XIV століттях на півострові Малакка. Є тайським варіантом справжньої назви Та Шива Лінга (Червоний лінгам Шиви).
Більшу частину своєї історії держава перебувала під впливом малайської держави Шривіджая. Від XII століття держава стала цілком самостійною. Згадується як Полін й Данмалінь в хроніках династій Тан (618—907) до початку Мін (1368—1644). За китайськими свідченнями платила данину Китаю у 640, 648, 818, 860 та 873 роках. Напевніше це були багаті дарунки, що вирушали до танського імператора, які розглядали як данину.
Чандрабхану Шрідхамараджа привів Тамбралінгу до вершини своєї могутності в середині XIII століття. Згідно з ланкійськими джерелами Чандрабхану 1247 року вдерся на південь острова Шрі-Ланка в 1247 році, але зазнав поразки, проте невдовзі встановив зверхність над північною державою Джафна. ВладаТамбарлінга над нею зберігалася до 1258 року, коли Джафну підкорив Садаяварман Сундара Пандьян I з південноіндійської держави Пандья. 1262 року у новій війні проти останнього Тамбралінга зазнала поразки.
Припинило існування внаслідок поразки у війні з суматранською державою Мелаю. На місці Тамбралінги невдовзі виникла держава Накхонситхаммарат.